# Atracurio
El atracurio es un fármaco que se utiliza durante la anestesia para producir la relajación de los músculos voluntarios, lo cual facilita la cirugía. También es útil para facilitar algunas intervenciones médicas, como la intubación endotraqueal.
Su acción se debe a que bloquea los receptores para la acetilcolina en la unión neuromuscular, impidiendo de esta forma que el músculo reciba el estímulo que provoca la contracción. Su efecto se ve contrarrestado por los fármacos anticolinesterásicos como la neostigmina.
El atracurio pertenece al grupo de los miorrelajantes bencilisoquinolinas, al igual que el cisatracurio, la galamina y el mivacurio.
Se utiliza por vía intravenosa a una dosis que debe ser calculada previamente en función del peso corporal ideal de la persona a la que se va a administrar. Se presenta en forma de ampollas que contienen 25 o 50 mg de sustancia activa.
Los efectos secundarios más frecuentes son hipotensión arterial, taquicardia y liberación de histamina, lo que en ocasiones causa urticaria y episodios de broncoespasmo.